# Gau de Prússia Oriental
El Gau de Prússia Oriental (Gau Ostpreußen) va ser una divisió administrativa de l'Alemanya nazi de 1933 a 1945 a la província prussiana de Prússia Oriental. Abans d'això, de 1926 a 1933, era la subdivisió regional del partit nazi en aquesta zona.
El sistema nazi de Gau (en plural Gaue) va ser establert originalment en una conferència del partit, el 22 de maig de 1926, per tal de millorar l'administració de l'estructura del partit. A partir de 1933, després de la presa de poder nazi, els Gaue va reemplaçar cada vegada més als estats alemanys com a subdivisions administratives a Alemanya.
Al capdavant de cada Gau es va situar un Gauleiter, una posició cada vegada més poderosa, especialment després de l'esclat de la Segona Guerra Mundial, amb poca interferència des de dalt. El Gauleiter local sovint ocupava càrrecs governamentals i de partit, i s'encarregava, entre altres coses, de la propaganda i la vigilància i, a partir de setembre de 1944, el Volkssturm i la defensa de la Gau.
La Gau va ser ampliat al 1939 amb el Territori de Memel i posteriorment al 1940 amb gran part dels territoris de la Segona República Polonesa després de l'ocupació de Polònia. Igualment una part del seu territori va ser cedit al Reichsgau de Danzig-Prússia Occidental al 1939.
La posició de Gauleiter a Prússia Oriental va ser ocupada per Bruno Gustav Scherwitz i Erich Koch.

## Gauleiters
- 1926-1927: Bruno Gustav Scherwitz
- 1928-1945: Erich Koch